# Settimio Ferrazzetta
Settimio Arturo Ferrazzetta (Selva di Progno, 8 dicembre 1924 – Bissau, 27 gennaio 1999) è stato un vescovo cattolico e missionario italiano.

## Biografia
Frate minore, fu ordinato presbitero il 1º luglio 1951. Si recò come missionario in Guinea-Bissau nel 1955. Fra le sue prime opere ci fu il lebbrosario di Cumura, al quale seguirono altre iniziative sia nel settore sanitario sia nel settore scolastico.

### Ministero episcopale
Il 21 marzo 1977 papa Paolo VI lo nominò vescovo di Bissau e fu consacrato il 19 giugno dello stesso anno dall'arcivescovo Luigi Barbarito, delegato apostolico in Guinea-Bissau, co-consacranti Augustin Sagna, vescovo di Ziguinchor e Pierre Sagna, vescovo di Saint-Louis du Sénégal.
Come vescovo continuò la sua attività di promozione umana, sociale e religiosa, apprezzato non solo dai cristiani, ma anche dagli animisti e dai musulmani. Costruì, prestando personalmente il servizio di muratore, lebbrosari, ambulatori, farmacie, laboratori, reparti materno-infantili, asili e scuole di ogni genere, officine. Nel 1998, allo scoppio della guerra civile prestò l'opera di mediatore fra le parti in lotta.
La sua tomba si trova nella cattedrale di Bissau. Il suo paese natale gli ha dedicato una Casa-museo.

## Opere
- Sono allora africano? Raccolta di lettere alla famiglia 1943-1999, a cura di Serena Cantamessa, Verona, Grafiche Siz, 2009.

## Genealogia episcopale
La genealogia episcopale è:
- Cardinale Scipione Rebiba
- Cardinale Giulio Antonio Santori
- Cardinale Girolamo Bernerio, O.P.
- Arcivescovo Galeazzo Sanvitale
- Cardinale Ludovico Ludovisi
- Cardinale Luigi Caetani
- Cardinale Ulderico Carpegna
- Cardinale Paluzzo Paluzzi Altieri degli Albertoni
- Papa Benedetto XIII
- Papa Benedetto XIV
- Papa Clemente XIII
- Cardinale Marcantonio Colonna
- Cardinale Giacinto Sigismondo Gerdil, B.
- Cardinale Giulio Maria della Somaglia
- Cardinale Carlo Odescalchi, S.I.
- Cardinale Costantino Patrizi Naro
- Cardinale Lucido Maria Parocchi
- Papa Pio X
- Cardinale Gaetano De Lai
- Cardinale Raffaele Carlo Rossi, O.C.D.
- Cardinale Amleto Giovanni Cicognani
- Arcivescovo Luigi Barbarito
- Vescovo Settimio Arturo Ferrazzetta, O.F.M.